# 関根花観
関根 花観（せきね はなみ、1996年2月26日 - ）は、日本の元陸上競技選手。専門は中距離走・長距離走・マラソン。

## 経歴

### 高校卒業まで
東京都町田市出身。町田市立金井小学校から町田市立金井中学校へと進む。中学校では初めソフトテニス部へ入部したが、陸上の大会に助っ人として呼ばれ、市の大会で優勝するなどし、中学2年次からは陸上に絞った。中学3年次には第37回全日本中学校陸上競技選手権大会（2010年、布勢陸上競技場）に出場し14位の成績を残し、第29回皇后盃全国都道府県対抗女子駅伝競走大会では、東京都代表として3区を走り区間賞を獲得した。
2011年、中学校卒業後仙台育英に進学。第23回全国高校駅伝では2区を区間4位で走り、チームは3位に入賞した。
東日本大震災の影響を受けて豊川高校へ移籍したが、高校2年次の2012年第24回全国高校駅伝では、4区を区間2位で走りチームは2位となった。高校3年次の2013年第25回全国高校駅伝では1区を走り、松田瑞生や実業団でチームメイトとなる太田琴菜に競り勝つ区間3位でチーム4度目の優勝に貢献、年が明け2014年の第32回皇后盃全国都道府県対抗女子駅伝競走大会では愛知県代表として6区を担当し、2区を担当した後輩鷲見梓沙と共に区間賞を獲得 し、チーム4位の原動力となった。

### 日本郵政グループ時代
2014年、高校卒業と同時に日本郵便に入社し、同年に結成された日本郵政グループ女子陸上部に第1期選手として参加した。同年、自身初の国際大会となる第16回アジアジュニア陸上競技選手権大会（台北）女子3000mに出場し、銀メダルを獲得した。また、第30回東日本女子駅伝では1区を走り、区間賞を獲得、翌年2015年の第31回大会でも同じく1区を走り2年連続の区間賞を獲得した。チームとして初めて出場した第35回全日本実業団対抗女子駅伝競走大会では第5区を走り、区間新記録で区間2位を記録した。
2016年の第34回皇后盃全国都道府県対抗女子駅伝競走大会では、東京都代表として9区を走り7人抜きで区間賞を獲得、東京都チームの3年ぶりの入賞に貢献し、自身は愛知県チームを優勝に導いた同僚の鈴木亜由子らとともに同大会の優秀選手に選ばれた。

2016年6月に行われた第100回日本陸上競技選手権大会（パロマ瑞穂スタジアム）女子10000mでは、レース開始直後から積極的に集団を引っ張り、自己記録及び日本陸連が設定する同種目の派遣設定記録を上回る、31分22秒92で2位となった。また、女子5000mでも自己記録を上回る15分24秒74で3位に入った。この結果をもって、リオデジャネイロオリンピック女子10000m日本代表選手に選出された。オリンピックではハイペースで展開するレースに適応できず、徐々に集団から遅れを取る厳しい戦いとなり、31分44秒44の20位でゴールした。
2018年3月11日の名古屋ウィメンズマラソンで、フルマラソンに初挑戦。序盤からハイペースの先頭集団につく積極的な走りをみせ、中盤の25Km過ぎ迄優勝争いに加わった。以降は優勝のメスケレム・アセファ（ケニア）と2位のバラリー・ジェメリ（エチオピア）のペースアップについていけず徐々に離されるが、関根は大きくスローダウンせずに日本女子トップを維持。結果2時間23分07秒のゴールタイムで、初マラソン日本女子歴代4位の好記録で総合3位入賞を果たし、さらにマラソングランドチャンピオンシップ（2020年東京オリンピック女子マラソン選考会）への出場権も獲得した。しかし、2019年9月15日に開催されたマラソングランドチャンピオンシップは右足第2中骨疲労骨折のため欠場し、その後のMGCファイナルチャレンジの各大会（2019年さいたま国際・2020年大阪国際女子・2020年名古屋ウィメンズ）にも出場せず、マラソンでのオリンピック代表はならなかった。
2020年12月をもって現役の陸上選手ならびに日本郵政グループ女子陸上部から引退した。

## 主な戦績（マラソン以外）
2010年
- 第37回全日本中学校陸上競技選手権大会 1500m 14位 4分32秒61

2011年
- 第29回皇后盃全国都道府県対抗女子駅伝競走大会 3区区間賞 9分21秒

2014年
- 第32回皇后盃全国都道府県対抗女子駅伝競走大会 6区区間賞 12分42秒
- 第16回アジアジュニア陸上競技選手権大会 3000m 2位 9分17秒55[24]

2016年
- 第34回皇后盃全国都道府県対抗女子駅伝競走大会 9区区間賞 31分18秒
- 第100回日本陸上競技選手権大会
  - 5000m 3位 15分24秒74
  - 10000m 2位 31分22秒92

2018年
- 第28回仙台国際ハーフマラソン 4位 1時間12分42秒
- 第101回日本陸上競技選手権大会
  - 10000m 6位 32分23秒83

## マラソン全戦績
| 年月      | 大会                     | 順位 | 記録          | 備考                                                 |
| --------- | ------------------------ | ---- | ------------- | ---------------------------------------------------- |
| 2018年3月 | 名古屋ウィメンズマラソン | 3位  | 2時間23分07秒 | 初マラソン、MGCシリーズ第4弾（2020年東京五輪選考会） |